# Tågexpedition

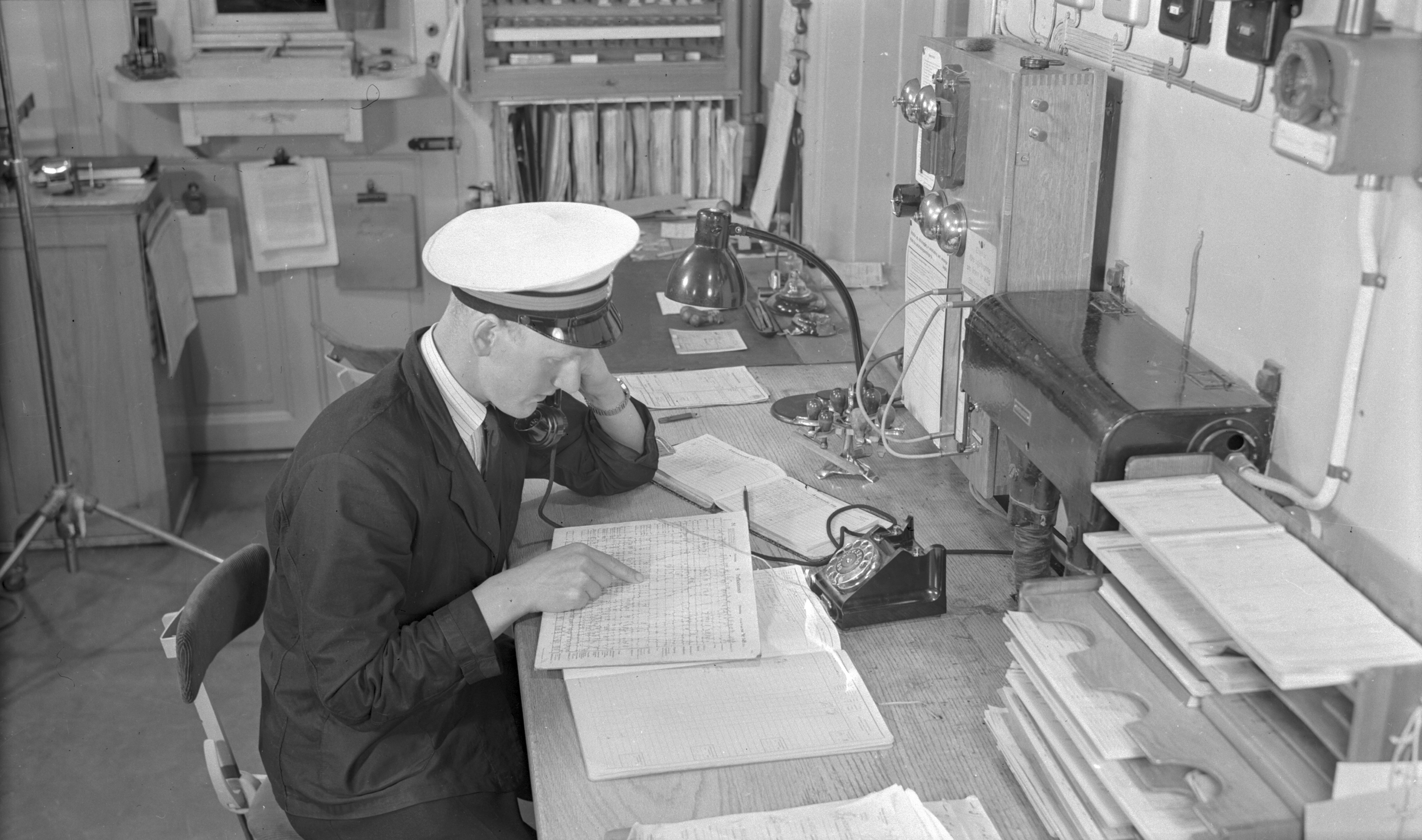
Svensk tågexpedition c:a 1950.

Tågexpedition, i dagligt tal kallat Tågx, är ett kontor på en järnvägsstation där säkerhetsarbetet utföres och är således tågklarerarens arbetsplats. På de flesta håll i Sverige har tågexpeditionerna försvunnit genom att lokalbevakningen ersatts av driftledningscentraler.